# Tungawan
Tungawan é um município de  segunda classe de renda municipal (d) na província Zamboanga Sibugay, nas Filipinas. De acordo com o censo de 1 de maio  de  2020 possui uma população de 46 497 pessoas e 10 523 domicílios.